# Tjärpastiller

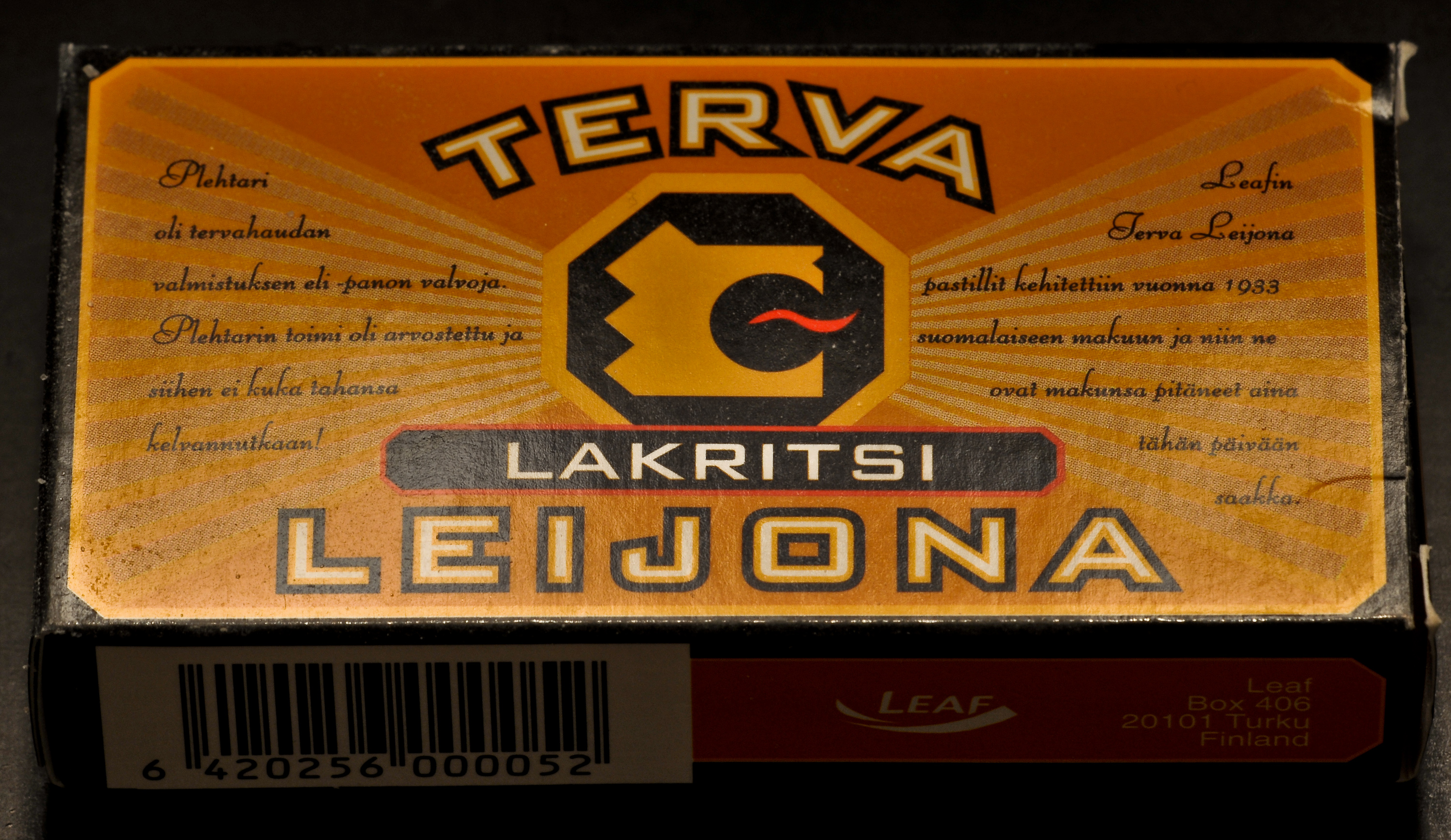
Terva Leijona

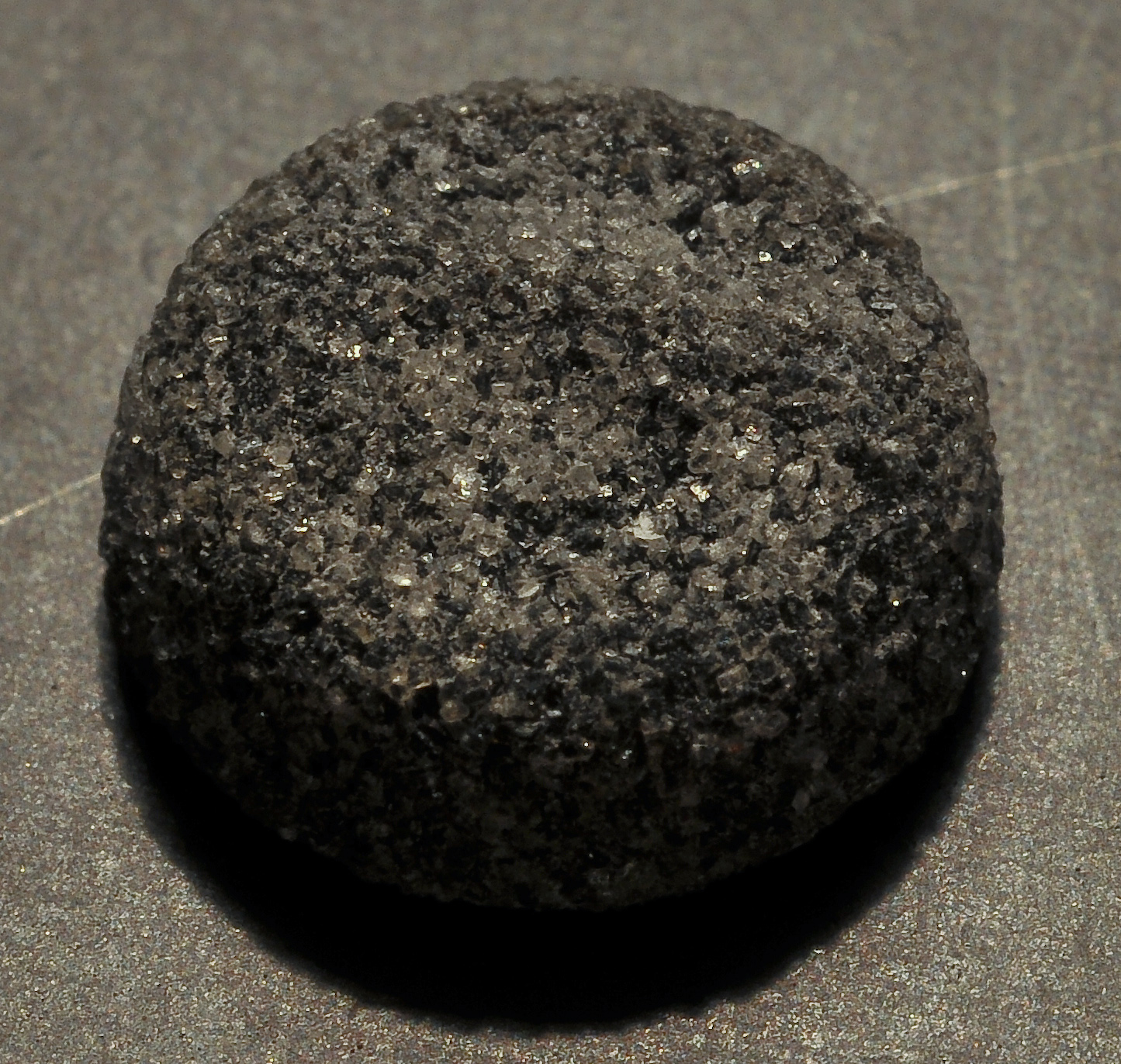
Pastille de Terva Leijona

En suédois Tjärpastiller, en finnois Terva Leijona, en français, littéralement, des pastilles de goudron, sont des bonbons doux fabriqués en Finlande. Ils ont un goût particulier de goudron. C'est l'essence même du goudron qui donne aux pastilles ce goût caractéristique.
La Tjärpastiller a été inventé par un pharmacien Yrjö Wilhelm Jalander, dans la ville d'Oulu, en 1930. Il a noté que beaucoup des symptômes de la tuberculose des patients étaient atténués par l'inhalation des vapeurs du brûlage de goudron, et lui est venu l'idée de les apaiser avec les tjärpastiller. Après des études à l'Université de Leipzig, il a été en mesure de prouver que les composants du goudron tuent les bactéries de la tuberculose, et il a pris brevet sur la façon d'extraire l'essence du goudron pour produire les pastilles. 
Leijona était le nom de la pharmacie que Jalander prit pendant les années 1930.

## Sources
- Skånskan: Ingen tjära i tjärtabletter Publication: 2008-11-04. Dernière: 2013-05-15.